# Jean de Montfort (mort en 1283)
Pour les articles homonymes, voir Jean de Montfort.
Jean de Montfort, mort le 27 novembre 1283, fut seigneur de Toron de 1257 à 1266 et seigneur de Tyr de 1270 à 1283. Il était fils de Philippe Ier de Montfort, seigneur de la Ferté Alais, de Bréthencourt, de Castres, de Toron et de Tyr, et de Marie d'Antioche.
À sa majorité, il reçut de son père la seigneurie de Toron, mais les Mamelouks en firent la conquête en 1266. Il épousa le 22 septembre 1268 Marguerite de Lusignan (1244 † 1308), fille de Henri de Poitiers-Antioche et d'Isabelle de Lusignan. Marguerite de Lusignan était la sœur du roi Hugues III de Chypre, qui renvendiquait alors le royaume de Jérusalem et négocia un certain nombre d'alliances avec la noblesse du royaume pour soutenir sa prétention contre celle de Charles d'Anjou. À l'occasion de ce mariage, Hugues III confirma aux Montfort la possession de Tyr, ne se réservant la possibilité de reprendre le fief que si Jean et Marguerite décédaient sans enfants.
Il succéda en 1270 à son père, tué par des Assassins, et gouverna Tyr jusqu'à sa mort en 1283. Il n'avait pas eu d'enfants, mais Hugues III laissa alors Onfroy de Montfort succéder à son frère.

## Sources
- http://fmg.ac/Projects/MedLands/JERUSALEM%20NOBILITY.htm
- http://generoyer.free.fr/H-PhilippedeMONTFORT.htm